# 이만의
이만의(李萬儀, 1946년 6월 15일 ~ ), 는 대한민국 이명박 정부의 전직 환경부 장관이다. 제11회 행정고시에 합격하였고, 전라남도 목포시 관선 시장, 광주광역시 부시장, 제주도 부지사, 행정안전부 자치지원국장, 대통령비서실 행정담당비서관, 환경부 차관 등을 역임했다.

## 행적
광주제일고등학교, 조선대학교 사범대학을 졸업하였고, 최종 학력은 연세대학교 대학원 행정학 석사이다. 제11회 행정고시에 합격하여 관계에 입성한 이후, 목포시 시장, 제주도 부지사, 광주광역시 부시장을 지냈다. 이후에 중앙 정부로 나아가, 행정자치부 자치지원국장, 대통령비서실 행정담당 비서관, 환경부 차관 등을 지냈고, 2008년 3월에는 환경부 장관에 취임했으며, 2011년 5월 27일 공식 퇴임했다.
이명박 정부 당시 2009년 10월 6일 국회 환경노동위원회 국정감사에서 김재윤 당시민주당 의원이 부실한 환경 영향성 검토에 대해 지적을 하며 "이렇게 졸속적이고 부실한 4대강 사업은 중지되어야 한다" 고 발언하며 장관이 책임져야하는 것 아니냐고 말하자 이만의 당시 환경부장관은 "예, 나중에 4대강 정비사업이 잘못되면 제가 책임지겠습니다" 라고 발언했다.

## 에피소드

### 친자 확인 소송
2008년에 35세의 재미교포 여성인 진은정이 이만의 장관을 상대로 서울가정법원에 친자확인 청구소송을 냈다. 법원은 1심과 2심 판결에서 '원고는 피고의 친자생임을 인지한다'고 판결했으나, 이만의는 판결에 불복하여 현재 대법원에 상고장을 제출한 상태이다. 이번 소송에 대해 민주당은 노영민 대변인을 통해, '도덕적으로나 국민 정서로나 용납할 수 없다'며 '스스로 거취를 밝혀야 할 것'이라고 논평하였다.

## 수상
- 2004년 : 자랑스런 조대인상
- 홍조근정훈장